# Franz Xaver Schweickhardt
Franz Xaver Joseph Schweickhardt (nannte sich von 1829 bis 1836 auch Franz Xavier Ritter von Sickingen oder Franz Schweickhardt Ritter von Sickingen, * 5. Juli 1794 in Wien; † 16. Mai 1858 in Reindorf, ehemals Vorort von Wien) war ein niederösterreichischer Historiker und Topograph.

## Leben
Schweickhardt war der Sohn des in Wien arbeitenden Baumwollschlagers Josef Anton Schweickhardt (1749–1824) aus Konstanz und seiner Frau Maria Anna, geborene Lewitsch (1760–1837) aus Iglau. Nach dem Abschluss des Gymnasiums in Wien besuchte er an der Wiener Akademie der bildenden Künste Architektur- und Mathematikunterricht und studierte privat Philosophie. Von 1814 bis 1818 war er bei der Armee und unternahm danach ausgedehnte Reisen durch die Österreichischen Kronländer, deutsche Staaten und Russland. Danach widmete er sich der österreichischen Geographie und Geschichte.
Sein Leben war gezeichnet von finanziellen Unregelmäßigkeiten und einer permanenten Geldnot, die aus der Tatsache resultierte, dass er von seiner schriftstellerischen Tätigkeit leben musste. Dies beeinflusste auch die Herausgabe seiner Werke. Von 1829 bis 1833 suchte er bei der niederösterreichischen Landesregierung um die Führung seines angeblichen Adelstitels „Reichsritter von Sickingen“ an, wurde aber verwarnt diesen Titel zu führen. Nach einer Anzeige im Jahre 1835 mussten alle Bücher, die er unter dem Adelstitel herausgebracht hatte, vernichtet werden. Er selbst wurde 1836 zu acht Tagen Arrest verurteilt, welcher jedoch danach in eine Geldstrafe umgewandelt wurde. 1850 wurde er nach einem Konkurs und Veruntreuungen zu einjähriger schwerer Kerkerhaft verurteilt. Er starb völlig verarmt.

## Wirken
In den Jahren 1830 bis 1846 veröffentlichte er 63 Perspektivkarten (von 160 geplanten Stahlstichen) des Erzherzogtums Österreich, welche teilweise er selber zeichnete. In den Jahren 1831 bis 1841 veröffentlichte Schweickhardt mit der „Darstellung des Erzherzogthums Oesterreich unter der Ens“ eine historisch-topographische Beschreibung Niederösterreichs in 34 Bänden, die nach den damaligen vier Kreisen (den heutigen Vierteln entsprechend) geordnet sind und Kupferstichen und Lithografien verschiedener Künstler und Schweickhardts selbst enthalten. Als Vorlage diente dabei Friedrich Wilhelm Weiskerns Topographie.
Er widmete sich weiterhin in 3 Bänden Wien, Wiener Neustadt und dem Marchfeld. Er gilt heute als einer der bedeutendsten Topographen Niederösterreichs. Bei den Werken über die Steiermark und Salzburg erschien jeweils nur der erste geschichtliche Band. Zur Topographie Ungarns blieb es bei Vorerhebungen. Weiters veröffentlichte er noch mehrere Darstellungen über fürstliche und königliche Personen.
Vom Revolutionsjahr 1848 bis 1850 war er Herausgeber und Redakteur verschiedener Zeitungen, und er war auch als Maler tätig.

## Werke
- (Anonym): Perspectiv-Karte des Erzherzogtums Österreich unter der Ens. 63 Karten und 63 Texthefte, Wien 1830–1846 (Texthefte I-LXIII in der Google-Buchsuche); Reprint beim Archiv Verlag, 2006.
- Darstellung des Erzherzogthums Österreich unter der Ens, durch umfassende Beschreibung aller Burgen, Schlösser, Herrschaften, Städte, Märkte, Dörfer, Rotten etc. etc., topographisch-statistisch-genealogisch-historisch bearbeitet und nach den bestehenden vier Kreis-Vierteln [alphabetisch] gereiht, 1831–1841 (unterm Wienerwald und unterm Manhardtsberg sind alphabetisch, sonst nach Herrschaften. Für die Doppel-Versionen: Jeder Band hat etwa 300 Seiten)
Reprint der Abbildungen in der Reihe Topographia austriaca, Bd. 9, mit einem Kommentar von Ingo Nebehay, Akademische Druck- u. Verlagsanstalt, Graz 1992, ISBN 3-201-01580-6, ISBN 3-201-01581-4.
  - Viertel unterm Wienerwald (auch Industrieviertel, alphabetisch), Wien 1831–1834.
    - 1. Band: Achau bis Furth, Mechitaristen, Wien 1832 (archive.org).
    - 2. Band: Gaaden bis Klosterneuburg, Schmidl, Wien 1831 (Google Buch); Mechitaristen, Wien 1834 (archive.org).
    - 3. Band: Klosterthal bis Neunkirchen, Mechitaristen, Wien 1831 (archive.org).
    - 4. Band: Neusiedl bis Pottendorf, Mechitaristen, Wien 1832 (Google Buch).
    - 5. Band: Pottenstein bis Schönbrunn, Schmidl, Wien, 1832 (archive.org).
    - 6. Band: Schöngraben bis St. Valentin, Schmidl, Wien 1833 (archive.org).
    - 7. Band: St. Valentin bis Zwölfaxing, Mechitaristen, Wien 1833 (archive.org).

  - Viertel unterm Manhartsberg (auch Weinviertel, alphabetisch), Wien 1833–1835.
    - 1. Band: Absdorf bis Falkenstein, Mechitharisten, Wien 1833 (archive.org, archive.org).
    - 2. Band: Fatzihof bis Herrnlois, Mechitharisten, Wien 1834 (archive.org, archive.org).
    - 3. Band: Herzogbirbaum bis Kammersdorf, Mechitharisten, Wien 1834 (archive.org).
    - 4. Band: Leis bis Neusiedl, Sollinger, Wien 1834 (archive.org).
    - 5. Band: Neusiedl bis Rohrendorf, Sollinger, Wien 1835 (archive.org).
    - 6. Band: Ronthal bis Schönborn, Mechitharisten, Wien 1835 (archive.org, archive.org).
    - 7. Band: Sebarn bis Zwingendorf, Mechitharisten, Wien 1835 (archive.org).

  - Viertel Ober-Wienerwald (auch Mostviertel), 14 Bände, Wien 1835–1838.
    - 1. Band: Hintersdorf bis St. Pölten, Mechitharisten, 1835 (archive.org, archive.org Band 1 & 2).
    - 2. Band: St. Pölten bis Anzing, Wallishausser, Wien 1836 (archive.org)
    - 3. Band: Audorf (Murstetten) bis Eitzendorf, Wallishausser, Wien 1836 (archive.org, archive.org Band 3 & 4).
    - 4. Band: Pettendorf (Oberizberg) bis Lilienfeld, Wallishausser, Wien 1836 (archive.org).
    - 5. Band: Lilienfeld bis Haimfeld, Wallhausser, Wien 1836 (archive.org, archive.org Band 5 & 6).
    - 6. Band: Haimfeld bis Schwerbach-Gegend, Wallishausser, Wien 1837.
    - 7. Band: Schwerbach-Gegend (Herrschaft Kirchberg) bis Weissenbach, Wallishausser, Wien 1837 (archive.org, archive.org Band 7 & 8).
    - 8. Band: Haaberg (Herrschaft Mitterau) bis Lindmühl, Wallishausser, Wien 1837 (archive.org).
    - 9. Band: Matzendorf (Herrschaft Geisenegg) bis Mauer, Wallishausser, Wien 1837 (archive.org, archive.org Band 9 & 10).
    - 10. Band: Mauer (Herrschaft Wolfenstein) bis Rametshofen, Wallishausser, Wien 1838 (archive.org).
    - 11. Band: Thaller (Herrschaft Göstweith) bis Markt Seitenstetten, Wallishausser, Wien 1838 (archive.org).
    - 12. Band: Stiftsherrschaft Seitenstetten bis Diesendorf, Wallishausser, Wien 1838 (archive.org).
    - 13. Band: Haag (Herrschaft Salaberg), Hämetsberg (Herrschaft St. Leonard am Forste), Dörfl (Herrschaft Scheibs) bis Schollödt, Wallishausser, Wien 1838 (archive.org Band 13 & 14).
    - 14. Band: Steinerkirchen (Herrschaft Wolfpasslug) bis Wallishausser & Inhaltsverzeichnis über alle Bände, Wien 1838.

  - Viertel Ober-Manhardsberg (auch Waldviertel), 6 Bände, Wien 1839–1841.
    - 1. Band: Altenburg bis Krems, Wallishausser, Wien 1839 (archive.org, archive.org Band 1 & 2).
    - 2. Band: Krems bis Stift Zwettl, Wallishausser, Wien 1839 (archive.org).
    - 3. Band: Stift Zwettl bis Gars, Wallishauser, Wien 1839 (archive.org, archive.org Band 3 & 4).
    - 4. Band: Gars bis Drosendorf, Anton Benko, Wien 1840 (archive.org).
    - 5. Band: Herrschaft Drosendorf bis Strahlbach, Anton Benko, 1840 (archive.org Band 5).
    - 6. Band: Taures (Stiftsherrschaft Zwettl) bis Pöbring, Anton benko, Wien 1841 (archive.org Band 5 & 6).
- Darstellung der k. k. Haupt- und Residenzstadt Wien.
  - 1. Band: Geschichte der Stadt Wien. Mechitharisten, Wien 1832 (Google Buch).
  - 2. Band: Fortsetzung der Geschichte der Stadt Wien und Hauptdarstellung der Stadt. Mechitharisten, Wien 1832 (Google Buch).
  - 3. Band: Beschreibung der Merkwürdigkeiten der innern Stadt und der 34 Vorstädte. Mechitharisten, Wien 1832 (Google Buch).
- Reihenfolge der österreichischen Regenten, von Carl dem Großen bis in die neuesten Zeiten. 1. Abtheilung (= Österreichisches Museum, enthaltend die geschichtliche und topographisch-pittoreske Darstellung aller k. k. österreichischen Staaten mit Inbegriff der Beschreibungen sämmtlicher Burgen, Schlösser, Herrschaften, Städte, Märkte, Dörfer und Denkmale etc. Nach den in den Provinzen bestehenden Bezirken und Kreisen eingetheilt). Wallishausser, 4 Bände, Wien 1833–1838:
  - 1. Band: 1.–5. Lieferung. 1833, 80, 88, 83, 74, 65 S. (Google Buch).
  - 2. Band: 1.–5. Lieferung. 1836, 84, 80, 79, 76, 80 S. (Google Buch).
  - 3. Band: 1.–6. Lieferung. 1837, 80, 80, 80, 80, 80, 78 S. (Google Buch).
  - 4. Band: 1.–6. Lieferung. Teil 1. 1837–1838, 80, 80, 80, 80, 80, 72 S. (Google Buch).
- (Anonym): Darstellung der k. k. Stadt Wiener-Neustadt. Topographisch-statistisch-historisch bearbeitet. Von der Entstehung 1192 bis zum 8. September 1834, als Tage ihrer Verunglückung durch Feuer. Schmirdl, Wien 1834 (Google Buch).
- Das Herzogthum Steiermark historisch-topographisch-statistisch. Geschichte (= Österreichisches Museum, enthaltend die geschichtliche und topographisch-pittoreske Darstellung aller k. k. österreichischen Staaten mit Inbegriff der Beschreibungen sämmtlicher Burgen, Schlösser, Herrschaften, Städte, Märkte, Dörfer und Denkmale etc. Nach den in den Provinzen bestehenden Bezirken und Kreisen eingetheilt). Mechitaristen, Wien 1839 (erster und einhiger Band, archive.org).
- Das Herzogthum Salzburg, historisch-topographisch-statistisch. Geschichte. I. Band. Wallishausser, Wien 1839 (erster und einziger Band, Google Buch).
- Schilderungen des Merkwürdigen aus allen Theilen des Erdballes. Redaction vaterländisch-literarischer Werke, 6 Bände, Wien [1840]:
  - 1. Band, [1840], 253 S. (Google Buch).
  - 2. Band, [1840], 286 S. (Google Buch).
  - 3. Band, [1840], 253 S. (Google Buch).
  - 4. Band, [1840], 254 S. (Google Buch).
  - 5. Band, [1840], 284 S. (Google Buch).
  - 6. Band, [1840], 254 S. (Google Buch).
- Das Marchfeld. Geschichtlich-pittoresk dargestellt von der Urzeit bis auf unsere Tage, nebst Beschreibung der Schlachten bei Aspern und Deutsch Wagram und der letzten großen Überschwemmung. Schmid & Busch, Wien 1842 (Google Buch).
- Darstellung der souveränen Fürsten von und zu Liechtenstein, [ohne Verlagsangabe], Wien [1846].
- Darstellung der Fürsten und Grafen Esterházy von Galantha, [ohne Verlags- und Jahresangabe, Wien].
- Darstellung der Reichsfürsten zu Schwarzenberg. Mechitharisten, Wien 1847 (Google Buch).
- (Red. & Hrsg.): Volksthümliche Zeitschrift für Humor und Satyre. 1. Jahrgang, Wien ab 7. August 1848 (eingeschränkte Vorschau in der Google-Buchsuche).
- (Red. & Hrsg.): Die österreichische Biene. 1. Jahrgang, Wien ab 5. Juli 1848 (politisch-literarische Zeitschrift, eingeschränkte Vorschau in der Google-Buchsuche).
- (Red. & Hrsg.): Die Ameise. Zeitschrift für Stadt und Land. 1. Jahrgang, Wien 1848/49.
- (Redakteur): (Illustrierte) Zeitschrift für Stadt und Land. Wien 1849.
- (Redakteur): Humoristisch-belletristisches Tagblatt. 1. Jahrgang, Wien 1850.
- Österreich’s Geschichte der letztverflossenen 60 Jahre, mit den beiden charakteristischen Haupt-Gemälden Franz I. Kaiser von Österreich, und Clemens Wenzeslaus Nepomuk Lothar Fürsten von Metternich-Winneburg Herzogs von Portella. Mechitharisten, Wien 1854 (eingeschränkte Vorschau in der Google-Buchsuche).
- Festspende zur Feier der hohen Geburt der durchlauchtigsten Erzherzogin Gisela, Ludovica, Maria (Geboren am 12. Juli 1856, im Lustschlosse Laxenburg), Mechitharisten, Wien 1856.
Enthält auch: Lebensbild und Regierung Seiner k. k. apostolischen Majestät Franz Josef I., Kaiser’s von Österreich.